# Aczadżur
Aczadżur – wieś w Armenii, w prowincji Tawusz. W 2011 roku liczyła 4258 mieszkańców.